# Rego (Celorico de Basto)

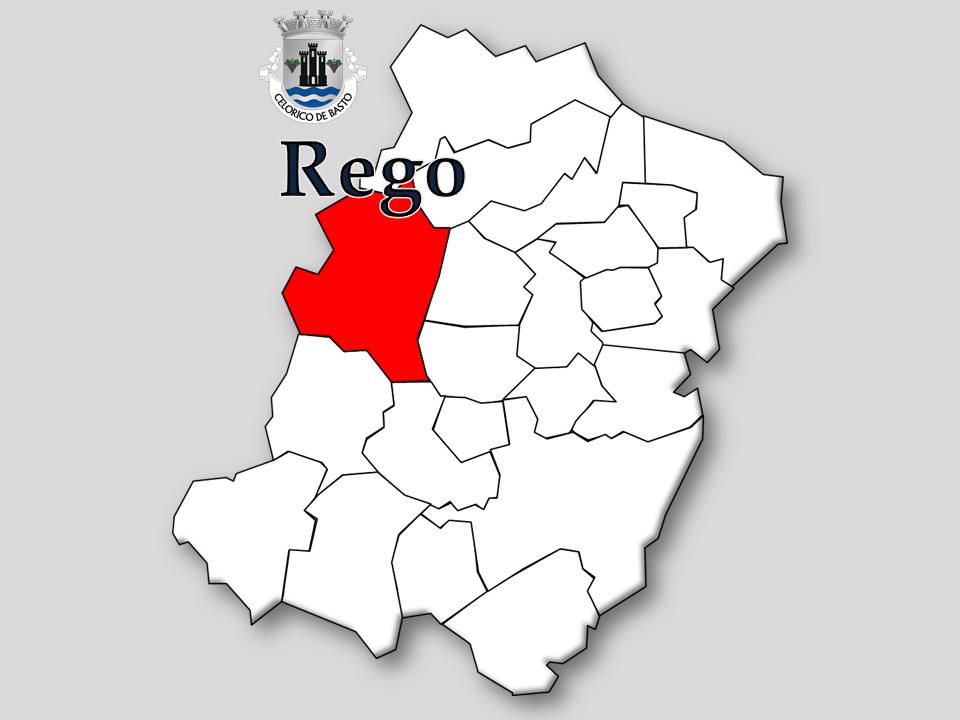
Localização da Freguesia de Rego no Município de Celorico de Basto

Rego, também apelidada na região como São Bartolomeu do Rego graças ao seu orago local, é uma povoação portuguesa sede da Freguesia de Rego do Município de Celorico de Basto, freguesia com 17,09 km² de área e 1032 habitantes (censo de 2021), tendo, por isso, uma densidade populacional de 60,4 hab./km² e estando edificada a uma altitude de 692m.

## Demografia
A população registada nos últimos censos de 2021 foi:
| Distribuição da População por Grupos Etários | Distribuição da População por Grupos Etários | Distribuição da População por Grupos Etários | Distribuição da População por Grupos Etários | Distribuição da População por Grupos Etários |
| -------------------------------------------- | -------------------------------------------- | -------------------------------------------- | -------------------------------------------- | -------------------------------------------- |
| Ano                                          | 0-14 Anos                                    | 15-24 Anos                                   | 25-64 Anos                                   | > 65 Anos                                    |
| 2001                                         | 219                                          | 203                                          | 541                                          | 221                                          |
| 2011                                         | 189                                          | 146                                          | 655                                          | 251                                          |
| 2021                                         | 127                                          | 114                                          | 490                                          | 301                                          |

## Geografia
A freguesia do Rego fica a noroeste da sede do Município de Celorico de Basto e dista desta cerca de 12 km.
O Rego, de acordo com a anterior organização administrativa, limita com cinco freguesias do Município de Celorico de Basto, a saber: Basto (São Clemente); Ribas; Vale de Bouro; Caçarilhe; Infesta; Carvalho; Borba da Montanha
Os limites da freguesia não são reconhecidos como sendo os que estão inscritos na Carta Administrativa de Portugal, tendo havido a retificação desses limites, como a ocorrida durante o ano de 2015, com a União de Freguesias de Caçarilhe e Infesta (Lei 97/2015 de 17 de agosto).
Rego limita também com as freguesias de São Gens, Quinchães e Seidões, do município vizinho de Fafe.
O território da freguesia pertence a duas bacias hidrográficas: a Bacia Hidrográfica do Rio Ave, com o Rio Bugio, afluente do Rio Vizela e por sua vez afluente do Rio Ave; e a Bacia Hidrográfica do Rio Douro, com a nascente da Ribeira de Santa Natália, afluente do Rio Tâmega.
Nesta freguesia existem, entre outros, os lugares de Alijó, Arbonça, Argontins, Bolada, Costinha, Igreja, Lameira, Lobão, Pedroso, Perraço, Quintela, Rego e Vila Boa.
Nesta mesma freguesia, existe também a Zona Industrial da Lameira, um foco económico de bastante relevo na região e muito importante não só para a própria freguesia, como também para o próprio concelho e até mesmo concelhos circundantes, sendo já um dos grandes meios de empregação das populações locais. Devido à sua transposição pela EN226 e pela A7 e à sua localização bastante acessível desde os grandes meios urbanos próximos em relativamente pouco tempo, este polo empresarial tem tido um crescimento notável nos últimos anos, resultado de vários empreendimentos por parte de empresas de setores variados. 

## Festividades
Para além das festividades do São Bartolomeu e a Lavoira dos Cães, de elevado reconhecimento na região, a freguesia tem também a Feira de Gado da Lameira e as festas em honra à Nossa Senhora da Saúde, também realizadas no lugar da Lameira. Todas estas celebrações se realizam no mês de Agosto.

## Política
Resultados das eleições autárquicas na freguesia do Rego em 2021, para a Assembleia de Freguesia, da quais resultou o PSD como vencedor.
|      |      | Votos | Mandatos |           | Votos | Mandatos |    | Votos | Mandatos |
| ---- | ---- | ----- | -------- | --------- | ----- | -------- | -- | ----- | -------- |
| 2021 | PSD  | 360   | 5        | Rego 2021 | 191   | 2        | PS | 177   | 2        |
| 2017 | LIBF | 386   | 5        | Rego 2017 | 301   | 4        |    |       |          |
| 2013 | XVI  | 606   | 9        |           |       |          |    |       |          |
| 2009 | I    | 606   | 8        | PS        | 148   | 1        |    |       |          |
| 2005 | I    | 650   | 9        |           |       |          |    |       |          |
| 2001 | I    | 680   | 9        | CDS       | 80    | 0        | PS | 44    | 0        |

## Património
É uma aldeia com grande variedade de património histórico, principalmente de carácter pré-histórico remontando à idade pré-cristã.
- Moinhos de Argontim, recentemente recuperados e que contam com um núcleo museológico com um espólio variado.
- Estela de Vila Boa
- Praia fluvial do Rego (no lugar de Quintela)

## Religioso
- Igreja de S. Bartolomeu, Vila Boa

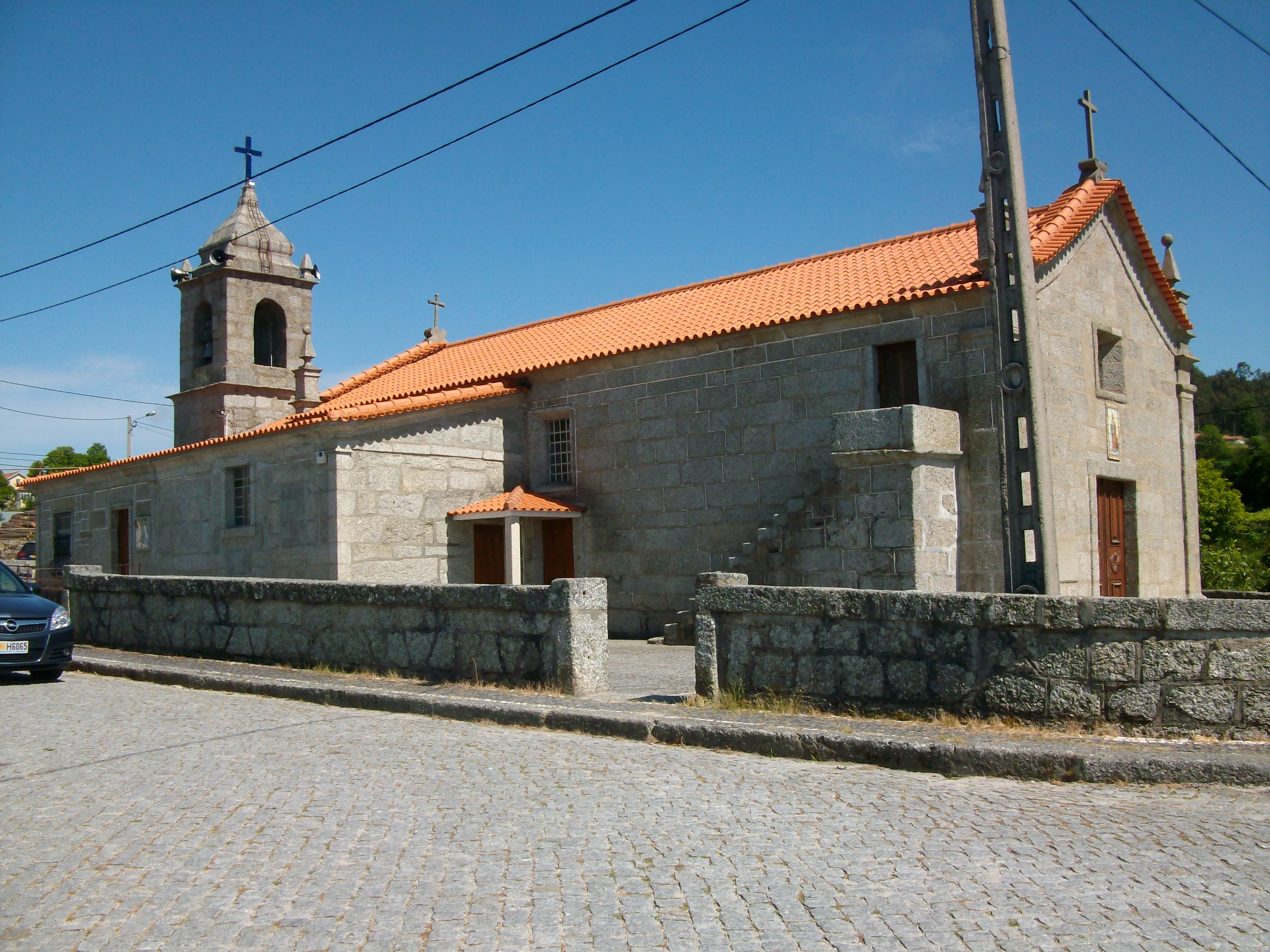
Igreja de S. Bartolomeu do Rego, Celorico de Basto.

- Capela Nossa Senhora da Saúde, Lameira
- Capela de S. Bento, Quintela
- Capela de S. Pedro, Arbonça

## Personalidades
- Luis Santos, Brannmann
- Fernando Alves Monteiro, Cónego
- Ilídio Alves de Araújo, Arquiteto paisagista
- José Alcídio Teixeira Lopes de Carvalho
- Miguel Teixeira Alves Monteiro, Historiador